# 麥沙·艾哈邁德·賈比爾·薩巴赫
麥沙·艾哈邁德·賈比爾·薩巴赫（阿拉伯语：‎，羅馬化：ash-shaykh Mishʻal al-ʾAḥmad al-Jābir aṣ-Ṣabāḥ，1940年9月27日—），現任科威特埃米爾。米沙勒曾是科威特国家安全局第一任局长、科威特国民警卫队副总指挥。升任埃米尔前，米沙勒是全世界最年长的王储。

## 人物经历

### 早年生活
1940年9月27日，米沙勒·艾哈迈德·贾比尔·萨巴赫在科威特教長國科威特城出生，其父为教长国第10任谢赫艾哈邁德·賈比爾·薩巴赫。米沙勒是艾哈迈德的第七个儿子，在他上面有三个同父异母的哥哥，分别为贾比尔·艾哈迈德·萨巴赫、萨巴赫·艾哈迈德·贾比尔·萨巴赫和纳瓦夫·艾哈迈德·贾比尔·萨巴赫。
米沙勒在科威特的穆巴拉基亚学校（Al Mubarakiya School）接受初等教育，之后前往英国就读亨顿警察学院，1960年毕业。毕业后回到科威特，供职于科威特内政部。1967年至1980年，任内政部情报与国防部门负责人，期间主导情报部门升格为科威特国家安全局，出任国安局第一任局长。

### 国民警卫队
2004年4月13日，时任科威特埃米尔贾比尔·艾哈迈德·萨巴赫提名米沙尔出任科威特国民警卫队副总指挥（内阁部长级别），接任纳瓦夫。由于当时的总指挥、萨巴赫家族最年长的成员塞勒姆·阿里·萨巴赫为国民警卫队的虚位长官，实权则掌握在副总指挥手中，故米沙尔成为科威特内防部门中最有权力的人。在米沙尔的率领下，国民警察队内部经历改革及腐败整治。2019年，科威特国民警卫队加入了国际宪兵及具军事地位的警察部队协会。2020年，获提名王储的米沙尔辞去国民警卫队的职务。
2006年，同父异母的哥哥萨巴赫出任科威特埃米尔后不久，米沙尔、萨巴赫和纳瓦夫成为萨巴赫家族三大决策者。据称米沙尔拒绝在家族中担任更高级别的职务，以避免政治纠纷，同时维持与其他家族成员的联系。随着萨巴赫的健康状况逐渐恶化，米沙尔的影响力不断扩大，经常陪同萨巴赫外出访问，包括陪他到美国的妙佑医疗国际进行治疗。

### 王储
2020年9月29日，萨巴赫因病去世，纳瓦夫就任新一任埃米尔，米沙尔因而成为王储。根据科威特法律，纳瓦尔有一年时间选拔王储。然而纳瓦尔仅用了破纪录的8天时间，于同年10月7日选择同父异母的弟弟米沙尔担任王储。在次日科威特国民议会的特别会议上，59名国会议员一致投票批准米沙尔出任王储。米沙尔正式出任王储时已是80岁高龄，成为了全世界年长的王储。
分析人士认为，米沙尔是萨巴赫家族最为年长的成员之一，他获得任命，证明萨巴赫家族不想进行重大改革，譬如将权力交给下一代领导人。如果不选择米沙尔，王储可能就会落到前首相纳赛尔·穆罕默德·艾哈迈德·萨巴赫和副首相纳赛尔·萨巴赫·艾哈迈德·萨巴赫身上，但这两位候选人都颇具争议性。由于纳瓦夫年事已高，米沙尔扮演比前任王储更重要的角色。例如在2020年9月2日，米沙尔就美国与科威特的双边关系、以及科威特在美軍撤出阿富汗中扮演的角色，与美国副总统贺锦丽对话。而为了应对科威特的政治动荡和僵局，在2023年4月17日的电视讲话中，身为王储的米沙尔代表埃米尔纳瓦夫动用特权法，宣布解散国民议会。另外米沙尔也代表科威特出席重要外事活动，包括于2022年9月前往英国伦敦西敏寺，出席英国女王伊丽莎白二世的国葬，以及在2023年参加约旦王子侯赛因与拉傑瓦·侯賽恩的婚礼。

### 埃米尔
2023年12月16日，纳瓦尔因病去世，享年86岁，米沙尔繼任为新一任科威特埃米尔。
2024年2月15日，由于新政府与议员之间的矛盾不断升级，纳瓦尔下令解散国民议会。同年4月举行的提前选举未能缓解政坛的紧张局势。至同年5月10日，纳瓦尔第二次解散议会，并宣布暂停实施部分宪法条文，暂停时间不超过四年。

## 荣誉
- 法國榮譽軍團騎士勳章（2018年）[20]